# Argyria schausella
Argyria schausella là một loài bướm đêm trong họ Crambidae.